# ヴィリニュス・ゲディミナス工科大学
ヴィリニュス・ゲディミナス工科大学（英語: Vilnius Gediminas Technical University、リトアニア語: Vilniaus Gedimino technikos universitetas）は、リトアニア共和国ヴィリニュス郡ヴィリニュス市に本部を置くリトアニアの国立大学。1956年創立、1969年大学設置。国内に2つある工科大学のうちの1つである（もう1つはカウナス工科大学）。

## 歴史
1956年9月1日、カウナス工業大学 (KPI) 夜間学部 (vakarinis fakultetas) にヴィリニュス夜間部 (Vilniaus vakarinis skyrius) が設置された。化学者のイェロニマス・クダバ (Jeronimas Kudaba; 1909–1992) 准教授が夜間部長に就任した。これがヴィリニュスにおける工科系の高等教育の始まりとされる。
1960年7月1日、夜間学部ヴィリニュス夜間部はヴィリニュス夜間学部に改組された。アレクサンドラス・チーラスが学部長に就任した。夜間学部には建設学部、電子工学部、応用機械学部が設置され、500人の学生が在籍した。
1961年7月6日、カウナス工業大学ヴィリニュス夜間学部はカウナス工業大学ヴィリニュス校に改組され、昼間部と夜間部が設置された。チーラスがヴィリニュス校の校長に就任した。学生数は毎年増加し、新たな専攻も作られた。ヴィリニュス校には機器製造学部および機械技術学部が設置された。
1969年8月1日、カウナス工業大学ヴィリニュス校はヴィリニュス建設工科大学（リトアニア語: Vilniaus inžinerinis statybos instutas、略称: VISI）へと改組された。これによりヴィリニュスに独自の工科大学が設置されたこととなる。
1990年、ヴィリニュス建設工科大学はヴィリニュス工科大学（リトアニア語: Vilniaus technikos universitetas、略称: VTU）へと改組された。
1996年8月22日、校名にゲディミナス大公の名を付し、ヴィリニュス・ゲディミナス工科大学（リトアニア語: Vilniaus Gedimino technikos universitetas、略称: VGTU）とした。
2020年9月1日、大学の校章とロゴを変更し、略称を「VGTU」から「VILNIUS TECH」に改めた。
2021年10月20日、建築工学者のロムアルダス・クリュカスが学長に選出された（任期は同年11月3日から）。

## 組織

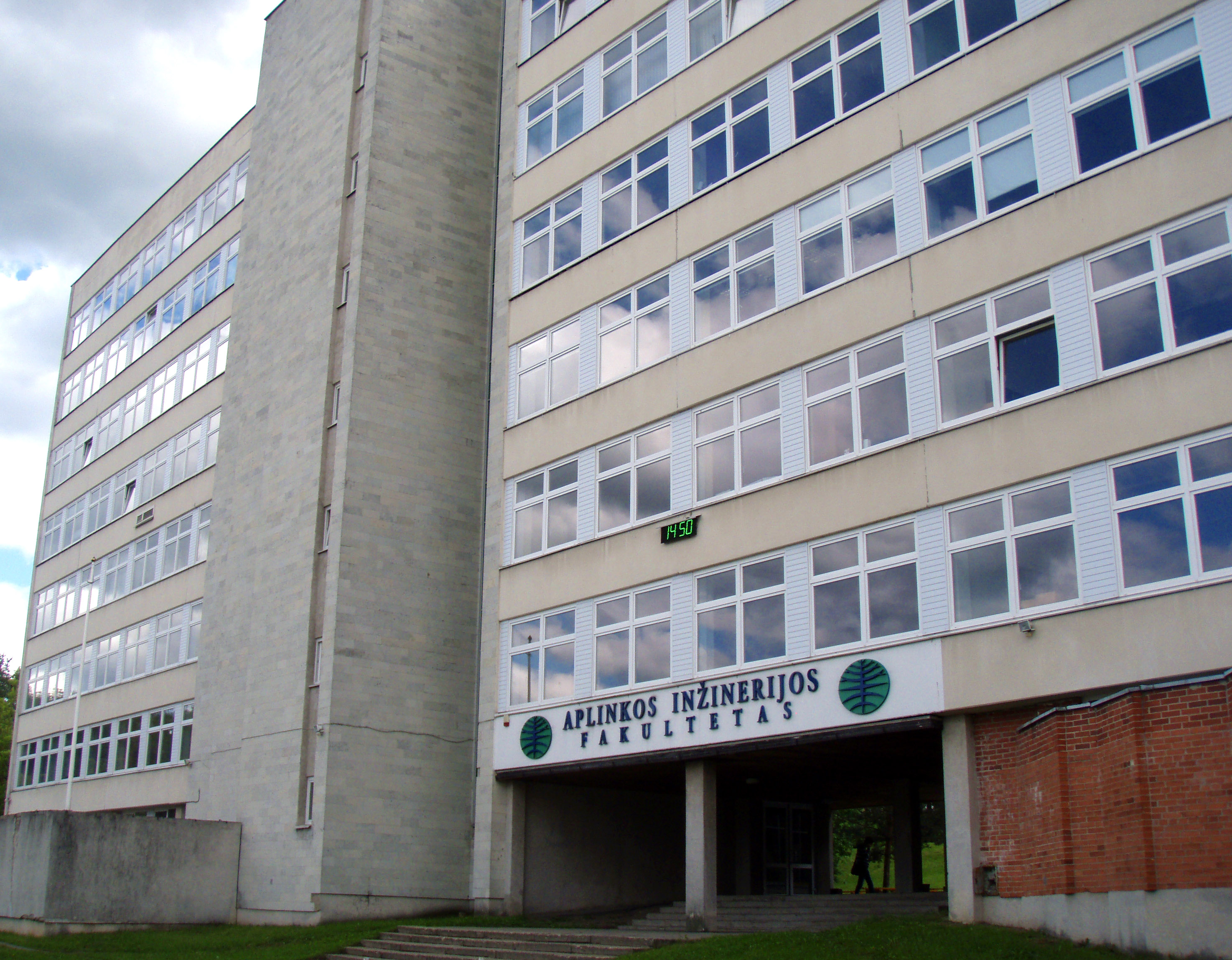
環境工学部

2021–22年現在、8,200人の学生（学士課程6,200人、修士課程1,700人、博士課程200人）が在籍しており、うち17.8%は81カ国からの留学生である。全プログラムのうち49%は英語で開講されている。

### 学部
ヴィリニュス・ゲディミナス工科大学には以下の9学部が設置されている。

#### アンタナス・グスタイティス航空学研究院
リトアニア航空の創始者アンタナス・グスタイティスに因んで命名されたアンタナス・グスタイティス航空学研究院 (Antano Gustaičio aviacijos institutas) は、1993年に設置された。ここでは、パイロット、航空管制官、航空技術者、その他航空関係者を養成している。パイロット訓練プログラム（5年間）は、すべて英語で行われている。

#### 環境工学部
環境工学部 (Aplinkos inžinerijos fakultetas) は1968年に設置され、現在4つの学科と4つの研究所で構成されている。学部は4つの学士号プログラムと10の修士号プログラムを提供している。

#### 建築学部
建築学部 (Architektūros fakultetas) は、カウナスのヴィータウタス・マグヌス大学 (VDU) の一部として設置され、のちにカウナス工業大学 (KPI) の学部となった。同学部は1971年にヴィリニュス建設工科大学 (VISI) に移された。建築関係の教育機関としてはリトアニアで最大であり、500人の学生が在籍している。

#### 電子工学部
電子工学部 (Elektronikos fakultetas) の歴史は1961年にさかのぼるが、ヴィリニュス建設工科大学の一部となったのは1987年のことである。オートメーション、電気工学、電子システム、コンピュータ工学、電気通信工学の5学科に分かれている。同学部は、学士、修士、博士課程を提供している。

#### 基礎科学部
基礎科学部 (Fundamentinių mokslų fakultetas) は、様々な学位プログラムに所属する学生に基礎科学の一般教育を提供することを目的として、1993年に設置された。現在、学部は8学科と1研究所を有するまでに拡大している。同学部は学士、修士、博士課程を提供している。

#### 創造産業学部
創造産業学部 (Kūribinių industrijų fakultetas) は、同大学で最も新しく設置された学部である。社会科学、人文科学、外国語教育といった多数の一般教養講義を提供するとともに、3つの学士号プログラムと2つの修士号プログラムを提供している。

#### 機械学部
機械学部 (Mechanikos fakultetas) は同大学で最も古い学部の一つであり、1956年に設置された。3つの学科、1つの研究所、1つのイノベーションセンターから構成されている。同学部は、学士、修士、博士課程を提供している。

#### 建設工学部
建設工学部 (Statybos fakultetas) は、1920年にリトアニア大学に設置された。その後、ヴィータウタス・マグヌス大学 (VDU) 、カウナス工業大学 (KPI) を経て、1969年にヴィリニュス建設工科大学 (VISI) に移転した。同学部は、同大学で最大の学部にして中心的な学部である。10の学部と、研究所や研究機関を含む9つの研究ユニットがある。同学部は、学士、修士、博士課程を提供している。

#### 交通工学部
交通工学部 (Transporto inžinerijos fakultetas)は1994年に設置され、現在3つの学科と2つの研究ユニットで構成されている。同学部は学士、修士、博士課程を提供している。

#### ビジネス経営学部
ビジネス経営学部 (Verslo vadybos fakultetas) は1993年に設置され、現在5つの学科がある。同学部は学士、修士、博士課程を提供しており、ビジネス経営と経済工学の両分野において英語の学士課程を提供している。いる。

## 歴代学長
- 1969–1990年: アレクサンドラス・チーラス（リトアニア語版）
- 1990–2002年: エドムンダス・カジミエラス・ザヴァツカス（リトアニア語版）
- 2002–2011年: ロムアルダス・ギネヴィチュス（リトアニア語版）
- 2011–2021年: アルフォンサス・ダニューナス（リトアニア語版）
- 2021年–: ロムアルダス・クリュカス（リトアニア語版）